# Muddelerde
Muddelerde (Originaltitel: Muddle Earth) ist eine britische Zeichentrickserie, die 2010 von CBBC, das Kinderprogramm der BBC, produziert wurde. Die Serie basierte auf das 2003 erschienene Kinderbuch Muddle Earth von Paul Stewart und dem Illustrator Chris Riddell.

## Handlung
Der junge Kobold Joe sucht nach Abenteuern und reist dafür nach Muddelerde. Zudem will er später einmal ein großer Zauberer werden und lernt auf seiner langen Reise durch eine fantasievolle Welt den Magier Randalf kennen. Dieser lehrt Joe die Kunst der Magie, was immer wieder zu neuen Abenteuern und Herausforderungen führt.

## Produktion und Veröffentlichung
Die Serie wurde 2010 unter der Regie von Tim Harper und Vincent James in dem Vereinigten Königreich produziert. Dabei sind 2 Staffeln und 26 Folgen entstanden.
Erstmals wurde die Serie am 15. März 2010 auf CBBC ausgestrahlt. Die deutsche Erstausstrahlung fand am 6. Mai 2013 auf KiKA statt. Zudem wurde die Serie auf DVD veröffentlicht.

## Episodenliste

### Staffel 1
| Folge (gesamt) | Folge (Staffel) | deutscher Titel          | deutsche Erstausstrahlung | Originaltitel               | Originalausstrahlung |
| 1              | 01              | Schuhwerk des Grauens    | 06.05.2013                | Footwear Of Doom            | 15.03.2010           |
| 2              | 02              | Eiseskälte in Muddelerde | 17.05.2013                | Ice Cold In Muddle          | 16.03.2010           |
| 3              | 03              | Unkelbert der Ungeheure  | 30.05.2013                | Ogre The Hills And Far Away | 17.03.2010           |
| 4              | 04              | Das Drachen-Kuckucksei   | 07.05.2013                | Muddle Earth Cuckoo         | 18.03.2010           |
| 5              | 05              | Der Plapperbach          | 20.05.2013                | Babbling Brook              | 19.03.2010           |
| 6              | 06              | Die Riesengurke          | 31.05.2013                | Turnip For The Books        | 22.03.2010           |
| 7              | 07              | Der Zaubererwettstreit   | 08.05.2013                | Best Wizard In Show         | 23.03.2010           |
| 8              | 08              | Drachenwinde             | 21.05.2013                | Dragon Wind                 | 24.03.2010           |
| 9              | 09              | Mordolf der Meisterliche | 03.06.2013                | Mordrolf The Magnificent    | 25.03.2010           |
| 10             | 10              | Kleider machen Leute     | 09.05.2013                | Clothes Maketh The Man      | 26.03.2010           |
| 11             | 11              | Randalfs runzlige Rübe   | 22.05.2013                | Randalf’s Memory Meltdown   | 29.03.2010           |
| 12             | 12              | Oger zu verkaufen!       | 04.06.2013                | Missing Norbert             | 30.03.2010           |
| 13             | 13              | Verliebt in einen Frosch | 10.05.2013                | Love Potion                 | 31.03.2010           |

### Staffel 2
| Folge (gesamt) | Folge (Staffel) | deutscher Titel                 | deutsche Erstausstrahlung | Originaltitel                   |
| 14             | 01              | Angriff der Trolle              | 23.05.2013                | Attack Of The Trolls            |
| 15             | 02              | Komm in den Garten, Molly Mary! | 05.06.2013                | Come Into The Garden Mucky Maud |
| 16             | 03              | Der Große Preis von Muddelerde  | 13.05.2013                | The Great Elf And Spoon Race    |
| 17             | 04              | Der Maskenball                  | 24.05.2013                | The Big Night Out               |
| 18             | 05              | Der Hausdrache                  | 06.06.2013                | Don’t Go Changing               |
| 19             | 06              | Schweinsgalopp                  | 14.05.2013                | Stampede                        |
| 20             | 07              | Pestie und der Schnöselprinz    | 27.05.2013                | Pesticide Shall Go To The Ball  |
| 21             | 08              | Die Stinkesumpf-Dämonen         | 07.06.2013                | Ill Wind                        |
| 22             | 09              | Die Spielzeugsteuer             | 15.05.2013                | Toy Soldiers                    |
| 23             | 10              | Die Feen drehen durch!          | 28.05.2013                | Fairy Fairy                     |
| 24             | 11              | Norbert und das goldene Los     | 15.05.2013                | Norbert And The Golden Ticket   |
| 25             | 12              | Der Gehörnte Herzog             | 16.05.2013                | The Horned Duke                 |
| 26             | 13              | Schnodderball                   | 29.05.2013                | The Big Match                   |